# Rigolboche
Rigolboche   (Nancy, 13 de juny de 1842 - Bobigny, 1 de febrer de 1920) pseudònim d'Amélie Marguerite Badel, fou una ballarina francesa a qui s'atribueix la popularització del cancan, una dansa alegre i trepidant, basada en diverses piruetes i contorsions i en l'alçament de cames mentre les ballarines mostren les mitges, els enagos i els cancans. Una melodia que s'hi associa habitualment és el Galop infernal d'Orfeu als inferns, de Jacques Offenbach, el qual havia posat de moda el gènere de l'opereta i l'òpera còmica.
El desvergonyiment dins i fora de l'escenari, la seva actitud transgressora de totes les convencions socials i l'atreviment de la seva dansa van convertir Rigolboche en un personatge molt popular i atractiu en el París del Segon Imperi.

## Biografia
Malgrat la dificultat de resseguir la seva carrera si no és per testimonis de l'època o per les seves Memòries, se sap que va començar a ballar al Bal du Prado i a la sala Barthélemy. L'èxit li arribà el 1858 amb l'obra Folichons et Folichonnettes, de Vernon i Maxence, pseudònims de Paul i Arthur Delavigne. Es representava a la sala dels Délassements-Comiques del Boulevard du Temple, dirigida aleshores per Léon Sari, on se’n van fer 120 representacions. La seva carrera va recórrer els diversos teatres, cafès-concert i sales de ball del París d'aquells anys: el Bal Bullier, el Casino de la rue Cadet, l'Elysée Montmartre, el Château Rouge o el Bal Mabille.

## La seva autobiografia
El 1860 es publiquen les Mémoires de Rigolboche, de les quals se n'arriben a fer en les mesos següents fins a sis edicions, que assoleixen els 60.000 exemplars, i una traducció a l'alemany. Malgrat l'aparença que li confereix el relat en primera persona, foren escrites pels periodistes Ernest Blum i Louis Huart. Cal considerar-les en el context de la moda, aleshores incipient, de publicar autobiografies d'artistes de l'espectacle musical. Així, seguint les de Céleste Mogador, de 1854, es publiquen les de Rigolboche el 1860 –quan ella tenia 18 anys–, i després les de Finette el 1867, les de Rose Pompon el 1877... que responien a la intenció publicitària i periodística de donar a conèixer les vides de les vedets del moment i satisfer la curiositat del públic: «Vinga, senyors, una mica de lloc, si us plau! Formo part del batalló sagrat de celebritats, sóc la vostra camarada en anomenada. Us puc parlar de tu i dir «nosaltres» en parlar de les glòries parisenques. Està començant a sonar divertit... eh?»
Tot i així, aquesta mena de memòries apòcrifes aconsegueixen donar veu a aquestes artistes femenines que no n'havien tingut fins aleshores. Les Mémoires de Rigolboche, en concret, subratllen la llibertat d'aquest ball i l'actitud rebel i transgressora de qui el practica: «El cancan té només un sinònim: la ràbia». «El cancan negligeix, menysprea i repel·leix tot allò que pot recordar la regla, la regularitat, la norma. […] És sobretot un ball lliure». Des dels escenaris, agosarades i intel·ligents, aquestes dives van aconseguir una llibertat que no tenien les dones aleshores i van esdevenir referents populars del seu temps.

## El pseudònim
Rigolboche és un terme format per la paraula rigolo (graciosa, divertida) i el sufix de l'argot –boche, i ve a significar ‘molt divertida’. Potser al sufix -oche s'hi afegí una b analògica amb bamboche, nom amb què també fou anomenada la ballarina, i que designa 'disbauxa', 'desenfrenament'. Les Mémoires refereixen, però: «Aquest bateig d'argot... va ser al Prado, un dels meus regnes... »Mentre descansava al cafè després de l'èxit de l'actuació i la policia anava a separar dues dones que es barallaven, ella va exclamar: «Però deixeu-les, que és molt més divertit! (c'est bien plus rigolboche!)».
Fou coneguda també amb el nom de Marguerite o Marie la Huguenote, perquè sovint portava el vestit d'una cantinera dels Hugonots. Sembla que havia debutat com a figurant d'òpera en la representació de Les Huguenots, de Giacomo Meyerbeer, una òpera que va arribar a ser molt popular al segle xix. Algunes de les fotografies que se’n conserven –com la que il·lustra les seves Mémoires–, la mostren amb pantalons, potser amb el vestit de cantinera, un dels pocs que permetia a les dones una indumentària que fins aleshores era estrictament masculina.

## Recreacions i reconeixements
Al llarg del segle XX algunes obres han recreat el personatge, ja sigui prenent-lo com a referent cultural i ideològic o bé incorporant-lo com a personatge de ficció en el relat.
Rigolboche (1936). El personatge va inspirar una pel·lícula musical dirigida per Christian-Jaque i interpretada per Mistinguett, André Lefaur i Jules Berry. El film va rescatar la ballarina de l'oblit amb una història de ficció allunyada de la realitat del personatge històric. Les escenes que emulen la comèdia musical americana, amb temàtica francesa, serveixen a la popularitat de l'actriu principal.
Bearn o la sala de les nines (1961). Llorenç Villalonga situa el moment inicial de l'acció de la novel·la el 1859 i, així, el fa coincidir amb els anys fulgurants del París de meitat del segle xix i amb la popularitat indiscutible de la ballarina. L'autor es val del personatge de Rigolboche per fer-lo rivalitzar amb dona Xima –que troba, però, la manera de venjar-se’n–, per descobrir que els Bearn eren uns aventurers i per posar en evidència el trist paper de don Toni com a amant abandonat.
- La primera vegada que anaren a París, dona Maria Antònia queda astorada, i amb raó, davant les nueses dels balls de l'Òpera [Sota la influència de Faust, cap. 9].
- París era una màgia. Circulava s'or i es bulevards eren esplèndids de dones elegants. En es teatre dets Italians, l'Alboni triomfava amb La Sonnambula [...]. Lesseps, protegit per Eugenia de Montijo, projectava d'unir dos oceans. Haussman obria avingudes, construïen ferrocarrils, inventaven es telèfon i sa màquina de cosir... [...]. El vici es mostrava públicament a l'escena [...]. Offenbach havia creat un gènere còmic i grotesc que enlluernava el públic amic de novetats [...]. La vertadera reina, però, dels boulevards era la Rigolboche. [Sota la influència de Faust, cap. 10]
- Dona Xima quedà a París on en poques setmanes es feu més coneguda que l'Alboni i que la mateixa Rigolboche. […] Entre les aventures de dona Xima a París, el senyor solia relatar una brega amb la celebritat de l'època, la ja esmentada Rigolboche. […] Sembla que al Jardin-Mabille la ballarina s'havia insinuat a Campo Formio en el solo de cancan, malgrat veure’l acompanyat d'una senyora (Xima), o tal vegada precisament per això. Havent fracassat en els seus intents, es devia sentir humiliada i, en publicar per aquell any de 1860 les seves Memòries [...], intercalà un passatge ofensiu per a na Xima i la nostra família. [Sota la influència de Faust, cap. 11]
- Un dels «números» més aplaudits de la Rigolboche, que es repetia cada vespre a Mabille, era el de La toilette de Mam’zelle. Sortia del llit i invitava dos senyors del públic, elegits per sort, a pentinar-la [...]. L'artista es passejava els matins pel Bois guiant un cabriolé [...]. Aquell matí […] pegà de morros contra un arbre. Na Xima, que passava en cotxe, la s'endugué acubada a un restaurant veïnat, on demanà unes tisores i li tallà els cabells. [Sota la influència de Faust, cap. 11]
- Una ballarina de trista reputació s'havia permès de posar-se en boca el nom de Bearn [...]. Per a aquella ballarina don Toni era... una cosa que la ploma es resisteix a estampar. […] A París, els Bearn de Mallorca eren desconeguts. No ho eren, però, certs fets incontrovertibles, com la conducta de dona Xima, les visites del Duc i les complaences de don Toni, seguides d'una oportuna desaparició en el moment en què el nou enamorat començava a obsequiar l'estimada amb presents generosos. Tot això, pels estranys, tenia un nom i la Rigolboche l'hi havia donat [La pau regna a Bearn, cap. 9].

Feliçment, jo sóc una dona (1969), de Maria Aurèlia Capmany:
L'autora comença la seva novel·la amb paraules extretes de les Mémories de Rigolboche: Ma «carrure» et ma position m’ont crée une foule d'antagonistes, parmi mes compagnes surtout. Elles ont répandu sur moi plus de calomnies qu’il n'en faudrait pour faire pendre un homme. Heureusement que je suis une femme. (El meu prestigi i la meva posició m’han creat una pila d'antagonistes, especialment entre les meves companyes. Han propagat sobre mi més calúmnies que les que farien falta per penjar un home. Feliçment, jo sóc una dona.)
I fa servir també aquesta última frase per donar títol a la novel·la. La traducció que en fa Capmany és indicativa del doble sentit que hi vol donar. L'opció de traduir de manera literal l'adverbi heureusement per feliçment –hauria pogut ser «sort que sóc una dona, per sort, afortunadament...»–,  li permet connotar la idea de felicitat i mostra la voluntat de destacar l'orgull de ser dona.
En el pròleg que dona inici al relat, la protagonista es planteja la forma que han de tenir les memòries que ella mateixa es proposa d'escriure i ens diu: He decidit, doncs, començar en primera persona, després ja veurem. D'altra banda en Tudurí va tranquil·litzar-me l'altre dia dient-me que tota la novel·la picaresca està escrita en primera persona. Els novel·listes ho fan per fer-te creure que es tracta d'autèntiques confidències [...]. Per què he d'abandonar jo aquesta primera persona autèntica? I afegeix, fent seu l'agosarament del personatge: Diré més aviat, com la meva estimada Rigolboche, «estimo tant la veritat, que quan hagi de fer elogis de mi mateixa sacrificaré la modèstia».